# 普萨河畔圣安娜
普萨河畔圣安娜，是西班牙卡斯蒂利亚-拉曼恰托莱多省的一个市镇。总面积19平方公里，总人口363人（2001年），人口密度19人/平方公里。